# José Ferrándiz y Niño
José Ferrándiz y Niño (Sevilla, 12 de març de 1847 - Madrid, gener de 1918) va ser un militar i polític espanyol, vicealmirall de l'Armada Espanyola.

## Biografia
En 1888, sota el comandament del llavors capità de navili Pascual Cervera y Topete, va estar destinat com a segon comandant en el cuirassat Pelayo com a part de la seva primera dotació.
Va ser professor de l'Escola Naval Flotant, va formar part de l'esquadra de l'Almirall Manuel De La Cámara enviada a les Filipines després de la batalla de Cavite que va ser retinguda en Port Said, al comandament de la flotilla de destructors Audaz, Osado i Proserpina.
Era capità de navili el 8 de desembre de 1903, quan va ser nomenat Ministre de Marina al primer Govern presidit per Antoni Maura, càrrec en el qual va estar fins al 16 de desembre de 1904. Ocupà aquesta cartera per segon cop en el període del 25 de gener de 1907 fins al 21 d'octubre de 1909, quan va ser l'autor de la llei de 7 de gener de 1908 (Diari Oficial n. 5, de 8 de gener de 1908) coneguda com a Llei Ferrándiz per a la construcció d'una nova esquadra, després del desastre de 1898, la qual autoritzava la reorganització dels arsenals i la construcció de 3 cuirassats, 3 destructors i 24 torpeders.

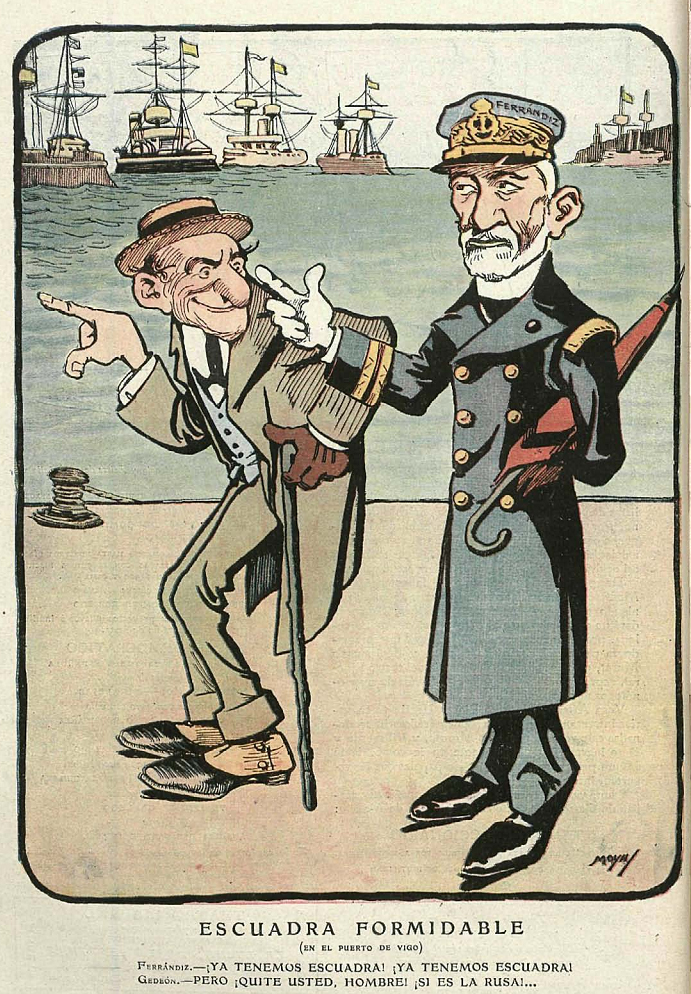
Escuadra formidable, il·lustració publicada en la revista satírica Gedeón, setembre de 1904.

Va ser escollit senador per Lleida en 1903, per Màlaga en 1907 i designat senador vitalici en 1909.